# Motore a combustione magra

Sistema Lean Burn, il combustibile viene iniettato con una forte pressione nella camera di combustione di un turbogetto

I motori a combustione magra, in inglese identificati come Lean Burn (letteralmente "combustione magra"), sono motori a combustione interna dove la combustione avviene in presenza di un rapporto aria/combustibile molto superiore rispetto a quello che sarebbe richiesto dalla reazione. Ad esempio, il rapporto stechiometrico per la combustione di benzina è generalmente pari a 14,7:1, cioè di 14,7 kg di aria per ogni kg di benzina, mentre la combustione magra può essere condotta ad un rapporto anche di 65:1.

## Specifiche
L'impiego della miscela magra è molto vantaggioso dal punto di vista dei consumi che subiscono, solitamente, una riduzione di circa il 15% rispetto ai normali sistemi a iniezione. Un ulteriore vantaggio riguarda il contenimento di molte sostanze inquinanti come gli idrocarburi incombustibili e l'ossido di carbonio.
Le emissioni di NOx (ossidi di azoto), invece, non subiscono una riduzione e per contrastare un loro aumento vengono impiegati speciali catalizzatori. Questi sistemi devono lavorare in condizioni ottimali per non avere problemi di funzionamento a freddo, di erogazione irregolare della potenza e di fenomeni di detonazione. 
Affinché questo sistema funzioni al meglio è necessario introdurre delle modifiche, attraverso sofisticati condotti di aspirazione, variatori di fase, camere di combustione ridisegnate nonché impianti d'iniezione diretta di benzina con elevate pressioni. 
Inoltre, la camera di combustione va studiata con molta accuratezza soprattutto dal punto di vista fluidodinamico. Lo scopo è quello di vaporizzare la benzina nella zona della candela così da facilitare la combustione allo scoccare della scintilla. Motori di questo tipo sono prevalentemente di sviluppo giapponese e vengono detti a "carica stratificata". Questa tecnica, usata solo su sistemi a iniezione diretta, consiste nell'iniettare il combustibile poco prima che avvenga l'accensione, generando così zone con rapporti stechiometrici diversi (stratificazione). Vicino alla candela si ha la maggiore concentrazione di combustibile che si avvicina al valore stechiometrico ottimale, mentre, nelle altre zone la presenza di benzina sarà inferiore.
La tecnologia della miscela magra è utilizzata anche su turbine a gas, dove viene impiegata per ridurre le emissioni di NOx (ossidi di azoto).

### Motori
La Suzuki applica questa innovazione motoristica nei suoi motori fuoribordo. Attraverso un'elettronica affidabile la centralina studia anticipatamente quanta benzina deve essere immessa rispetto alla quantità d'aria necessaria, in modo da ottenere una combustione ottimale. Con tale tecnica si può ottenere un rapporto stechiometrico fino a 18:1.
Anche la casa giapponese Honda utilizzava negli anni novanta questo tipo di motore, denominato VTEC-E, che ricorreva alla combustione magra fino al regime di 2700 giri\minuto.
Dal 2017, anche la casa asiatica Mazda ha iniziato a commercializzare sulle sue vetture un motore, denominato Skyactiv, che sfrutta questa tecnologia. Tale propulsore sfrutta lo stesso funzionamento dei motori a ciclo Diesel. In pratica, dispone di candele e ha un elevato rapporto di compressione. Tale soluzione incide positivamente sull'inquinamento ambientale, poiché riduce drasticamente le emissioni.

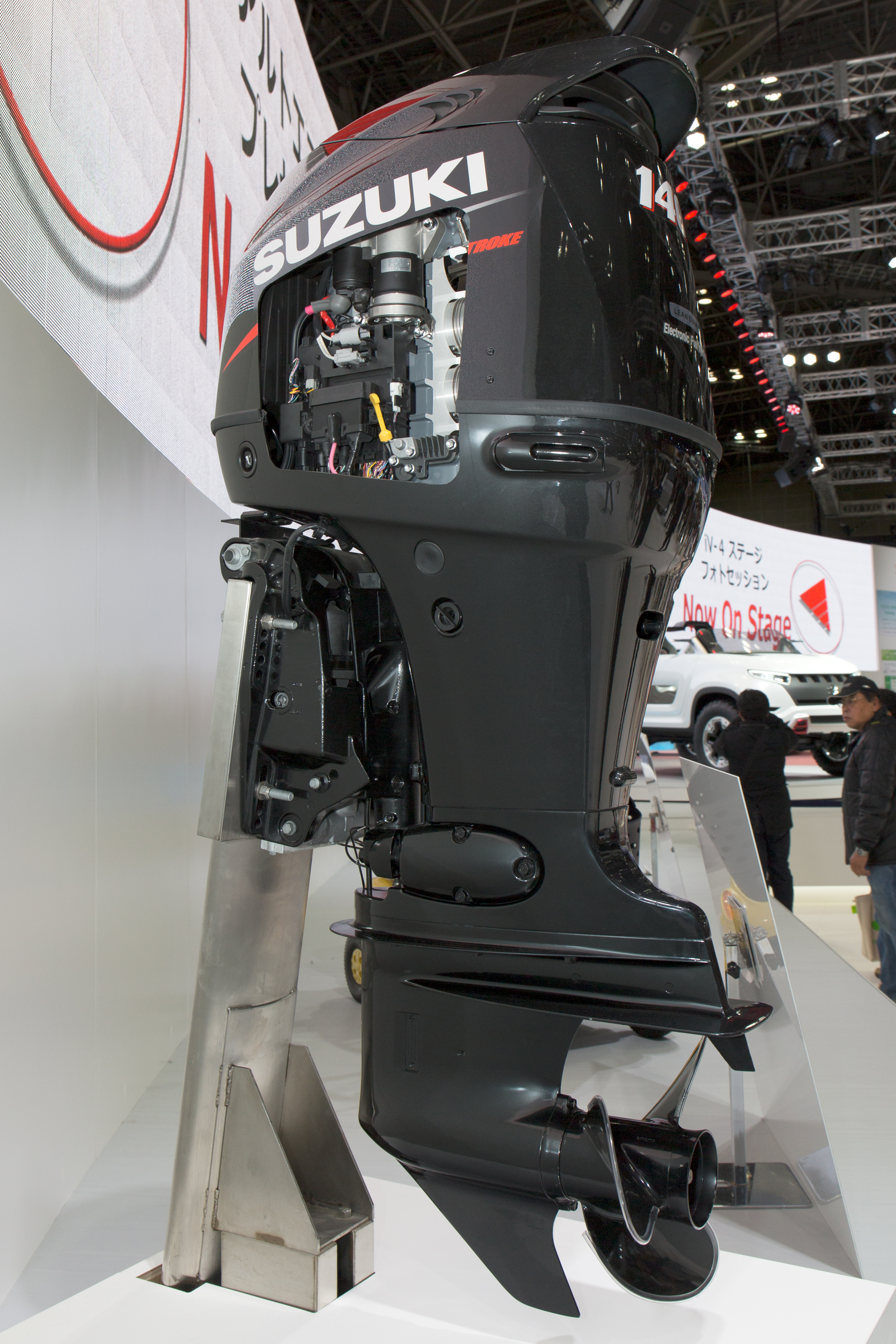
DF140A, motore fuoribordo Suzuki con sistema lean burn